# 藤岡駅
藤岡駅（ふじおかえき）は、栃木県栃木市藤岡町藤岡にある東武鉄道日光線の駅である。駅番号はTN 08。

## 歴史
- 1929年（昭和4年）4月1日 - 杉戸駅（現・東武動物公園駅）から新鹿沼駅まで開通と同時に開業[1]。
- 2012年（平成24年）3月17日 - TN 08の駅ナンバリングを導入。
- 2024年（令和6年）12月 - 栃木市による駅前広場の整備工事が完了し、障がい者等乗車場やバス乗降場・タクシー待機場所などを備えた藤岡駅前広場が供用開始される。[2]

## 駅構造
島式ホーム1面2線を有する地上駅。PASMO対応自動改札機設置駅。木造駅舎を有する。駅舎は線路の東側にあり、ホームとは地下道により連絡している。
かつては、旧1番線：上り待避線および当駅止まり・当駅始発列車折り返し用として使用。旧2番線（現在の1番線）：上り本線。旧3番線（現在の2番線）：下り待避線。旧3番線の外側に、下り通過線の島式ホーム2面4線を有しており、準急（現在の区間急行）が、特急「けごん」「きぬ」や、当時の急行「ゆのさと」「南会津」の通過待ちを行っていた（特急と急行の2本を続けて通過待ちする準急列車もあった）。1987年夏には浅草駅と当駅を結ぶ普通列車があったが、翌年に新栃木駅発着の準急に統一された。東武宇都宮線へ直通する普通列車も設定されていた。1997年3月25日のダイヤ改正で、通過待ちはすべてこの日に開業した板倉東洋大前駅で行うように変更され、現行の1面2線を使用する形態とされた。また、当駅始発の東武宇都宮線へ直通する普通列車は、南栗橋始発へ変更された。本屋側にある使われていないホーム（旧1番線）は当時の名残である。
駅舎の隣には保線区があり、旧1番線への線路の残存部分に保線機械を留置することがある。

### のりば
| 番線 | 路線   | 方向 | 行先                                                                                   |
| ---- | ------ | ---- | -------------------------------------------------------------------------------------- |
| 1    | 日光線 | 上り | 南栗橋・東武動物公園・ 東武スカイツリーライン 北千住・とうきょうスカイツリー・浅草方面 |
| 2    | 日光線 | 下り | 新栃木・東武日光・ 鬼怒川線 鬼怒川温泉・ 宇都宮線 東武宇都宮方面                       |

- 上記の路線名は旅客案内上の名称（「東武スカイツリーライン」は愛称）で表記している。
- 2013年3月16日のダイヤ改正で当駅は区間快速の停車駅から外され、また当駅から東武動物公園・都心を乗り換えなしで結ぶ列車も2017年4月21日実施のダイヤ改正で消滅した。そのため、当駅 - 東武動物公園・東京都心を行き来する場合は、南栗橋駅で必ず乗り換えとなる。

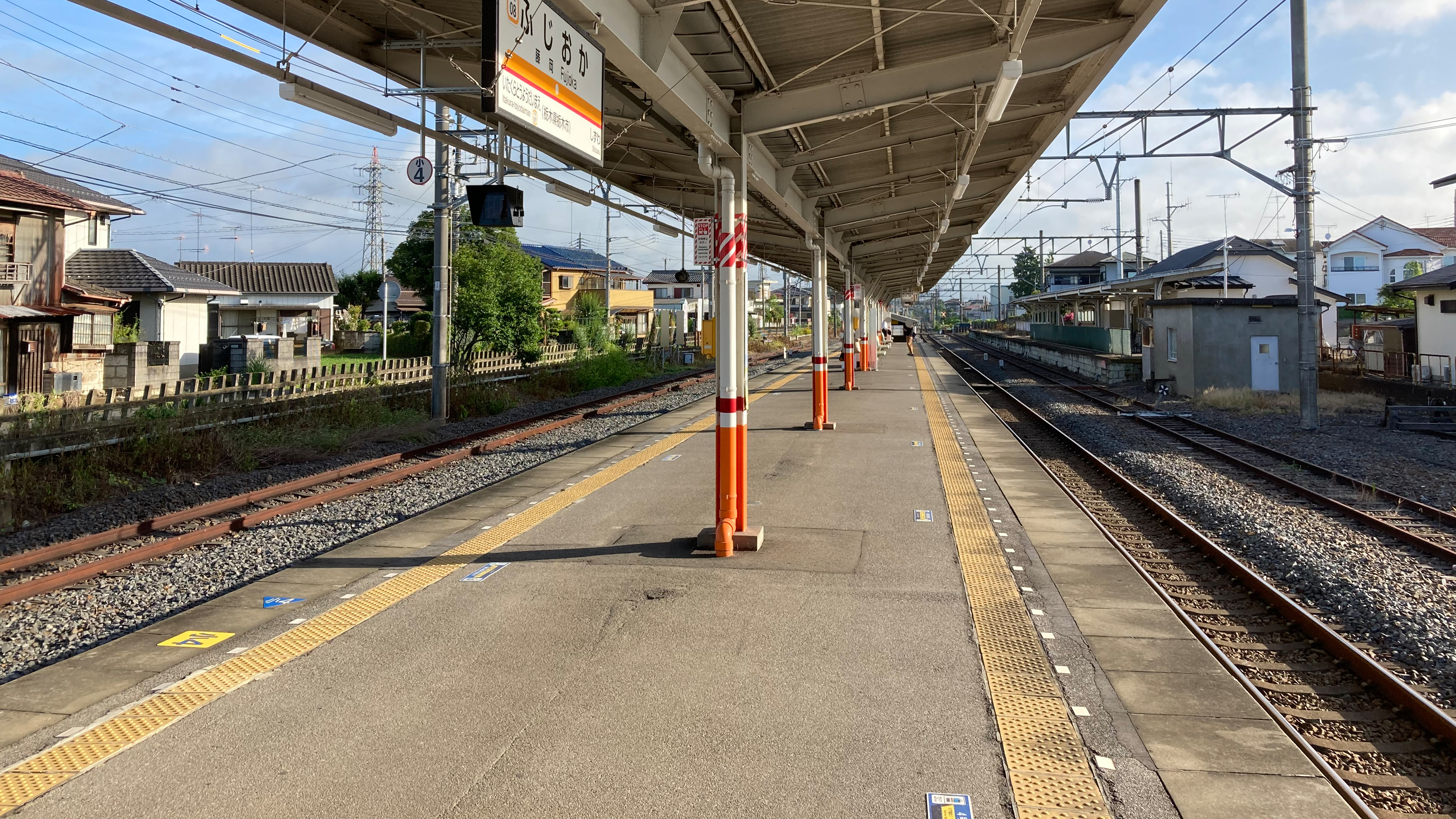
ホーム（2021年8月）

## 利用状況
2024年度の1日平均乗降人員は1,249人である。
近年の1日平均乗降人員の推移は下表の通り。
| 年度               | 1日平均 乗降人員 | 出典       |
| ------------------ | ---------------- | ---------- |
| 1998年（平成10年） | 2,578            |            |
| 1999年（平成11年） | 2,447            |            |
| 2000年（平成12年） | 2,457            |            |
| 2001年（平成13年） | 2,362            |            |
| 2002年（平成14年） | 2,262            |            |
| 2003年（平成15年） | 2,154            |            |
| 2004年（平成16年） | 2,120            |            |
| 2005年（平成17年） | 2,080            |            |
| 2006年（平成18年） | 1,989            |            |
| 2007年（平成19年） | 1,960            |            |
| 2008年（平成20年） | 1,938            |            |
| 2009年（平成21年） | 1,798            |            |
| 2010年（平成22年） | 1,719            |            |
| 2011年（平成23年） | 1,688            |            |
| 2012年（平成24年） | 1,685            |            |
| 2013年（平成25年） | 1,619            |            |
| 2014年（平成26年） | 1,538            |            |
| 2015年（平成27年） | 1,533            |            |
| 2016年（平成28年） | 1,479            |            |
| 2017年（平成29年） | 1,432            |            |
| 2018年（平成30年） | 1,462            |            |
| 2019年（令和元年） | 1,631            |            |
| 2020年（令和02年） | 1,023            | [ 東武 3 ] |
| 2021年（令和03年） | 1,109            | [ 東武 4 ] |
| 2022年（令和04年） | 1,181            | [ 東武 5 ] |
| 2023年（令和05年） | 1,210            | [ 東武 6 ] |
| 2024年（令和06年） | 1,249            | [ 東武 1 ] |

## 駅周辺
- 栃木市役所 藤岡総合支所（旧・藤岡町役場）
- 栃木市藤岡文化会館
- 栃木市藤岡図書館
- 栃木市藤岡総合体育館
- 栃木市藤岡歴史民俗資料館
- 栃木警察署藤岡交番（旧・藤岡警察署）
- 栃木市消防署藤岡分署（旧・栃木消防署藤岡分署）
- 藤岡郵便局
- 栃木市立藤岡小学校
- 渡良瀬川
- 渡良瀬運動公園
- 渡良瀬遊水地
- ネクスタパッケイ栃木工場
- 栃木信用金庫 藤岡支店

## バス路線
最寄りのバス停は「藤岡駅前」停留所で、ふれあいバスの路線が発着する。駅前広場完成前は付近の道路上に設置されていたが、完成後ロータリー内のバス乗降場へ移設された。
- 藤岡線：新大平下駅・カインズモール大平 / 間明田理容室前・道の駅かぞわたらせ・谷中湖

※道の駅かぞわたらせへは平日のみ、谷中湖へは土日祝日のみ発着
- 部屋線：栃木駅

## 隣の駅
東武鉄道
 日光線
■急行
通過
■普通
板倉東洋大前駅（TN 07） - 藤岡駅（TN 08） - 静和駅（TN 09）
当駅 - 静和間は、東武鉄道で駅間営業キロが最も長い区間である (7.8 km) 。